# Naissance en 1333
Naissance
- 1329
- 1330
- 1331
- 1332
- 1333
- 1334
- 1335
- 1336
- 1337

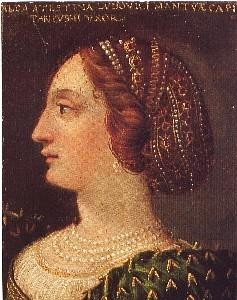
, née en 1333.

Cette page dresse une liste de personnalités nées au cours de l'année 1333  :
- 3 mars : Frédéric V de Nuremberg

- Hélène Cantacuzène, impératrice byzantine.
- Éléonore d'Aragon, reine de Chypre.
- Alda d'Este (it), noble italienne.
- Béraud II de Clermont, 8e dauphin d'Auvergne.
- Jacques de Hemricourt, chroniqueur liégeois
- Kan'ami Kiyotsugu,  acteur de théâtre japonais, qui jeta les bases du théâtre nō.
- Konoe Michitsugu, régent kampaku.
- Narathu[1], cinquième et avant-dernier souverain du Royaume de Pinya, en Haute-Birmanie.

date incertaine (vers 1333)
- Jean II d'Armagnac, comte d'Armagnac, de Fezensac, de Rodez et comte de Charolais, vicomte de Lomagne et d'Auvillars.

## Crédit d'auteurs
- Cet article est partiellement ou en totalité issu de l'article intitulé « 1333 » (voir la liste des auteurs).